# Hunting High & Low
Hunting High & Low – singel polskiej piosenkarki popowej Edyty Górniak z albumu Edyta Górniak, wydany w 2000 roku nakładem wytwórni muzycznych ORCA Ltd oraz Pomaton EMI. Muzykę do utworu skomponował Pål Waaktaar, a producentem piosenki został Christopher Neil.

## Lista utworów
1. „Hunting High & Low” – 4:07[1]

## Notowania utworu
| Lista                              | Pozycja |
| ---------------------------------- | ------- |
| Lista Przebojów Programu Trzeciego | 34      |

## Realizacja utworu
- Muzyka – Pål Waaktaar
- Produkcja – Christopher Neil
- Instrumenty klawiszowe, gitara basowa, programowanie perkusji – Steve Pigott
- Inżynieria, miksowanie – Simon Hurrell
- Asystenci inżyniera dźwięku – Gareth Ashton, Neil Tucker, Robert Catermole